# Garcinia warburgiana
Garcinia warburgiana är en tvåhjärtbladig växtart som beskrevs av Albert Charles Smith. Garcinia warburgiana ingår i släktet Garcinia och familjen Clusiaceae. Inga underarter finns listade i Catalogue of Life.